# Debbie Green
Deborah Green „Debbie” Green, po mężu Vargas (ur. 25 czerwca 1958 w Seulu) – amerykańska siatkarka, medalistka igrzysk olimpijskich.

## Życiorys
Green była w składzie reprezentacji Stanów Zjednoczonych, która zdobyła srebrny medal na Igrzyskach Panamerykańskich 1983 w Caracas. Wystąpiła na igrzyskach olimpijskich 1984 w Los Angeles. Zagrała wówczas we wszystkich trzech meczach fazy grupowej, wygranym półfinale z Peru i przegranym finale z reprezentacją Chin.
Grała w klubach USC Trojans (1976-1978) i Los Angeles Starlites (1987-1988).
Po zakończeniu kariery zawodniczej była asystentką trenera w uczelnianym zespole Uniwersytetu Stanu Kalifornia w Long Beach. W 2009, po 23 latach odeszła z zespołu. Jej podopiecznymi były m.in. Misty May-Treanor i jej córka Nicole Vargas.